# 306ª Squadriglia
La 306ª Squadriglia del Servizio Aeronautico del Regio Esercito dall'inizio 1917 difendeva la città di Terni.

## Storia
All'inizio del 1917 nasce la Sezione Difesa di Terni con 3 Farman 14 e 3 piloti tra cui il Tenente Pietro Debolini che la comandava.
Il 15 dicembre disponeva di 5 piloti e dal 6 settembre 1918 dispone di 6 aerei tra cui una Sezione di Nieuport 11 e 4 piloti diventando 306ª Squadriglia.
In novembre ci sono 5 Ni.11 e 2 Farman con motore Colombo ed alla fine del conflitto arrivano altri 3 piloti.
Ne viene ordinato lo scioglimento il 18 gennaio 1919 che avviene 10 febbraio.